# OMC (banda)
OMC (anteriormente conhecida como Otara Millionaires Club) foi uma banda de pop rock de Auckland, na Nova Zelândia. Ficou conhecida mundialmente com a canção "How Bizarre", em 1996, canção essa que é considerada uma "one-hit wonder". Originalmente era chamada de Otara Millionaires Club, nome que constituía uma referência ao local onde nasceu o grupo, Otara, um subúrbio de Auckland.
A banda foi formada por Pauly Fuemana e Alan Jansson. Mais tarde, Pauly Fuemana, o vocalista do projeto, tornou-se o único membro do mesmo. Com a morte de Pauly Fuenama, em 2010, o projeto OMC acabou.

## Discografia

### Álbum
| Ano  | Álbum       | Posição                      | Certificação           |
| ---- | ----------- | ---------------------------- | ---------------------- |
| 1996 | How Bizarre | #8 (Nova Zelândia) #40 (EUA) | Disco de Platina (EUA) |

### Canções
| Ano  | Canção        | Álbum       | Posição nas tabelas                                          | Certificação                                        |
| ---- | ------------- | ----------- | ------------------------------------------------------------ | --------------------------------------------------- |
| 1995 | "How Bizarre" | How Bizarre | #1 (NZ) #1 (AUS) #4 (UK) #4 (US Airplay) #11 (Países Baixos) | Disco de Platina Triplo (NZ) Disco de Platina (AUS) |
| 1996 | "Right On"    | How Bizarre | #5 (Nova Zelândia)                                           | -                                                   |
| 1997 | "On The Run"  | How Bizarre | #12 (NZ) #56 (UK)                                            | -                                                   |
| 2007 | "All of Us"   | -           | -                                                            | -                                                   |